# Kawai
Kawai Musical Instruments (河 合 楽 器 制作 所, Kawai Gakki Seisakusho) é uma famosa fabricante japonesa de equipamentos musicais como: teclados, pianos e sintetizadores. A empresa foi criada em agosto de 1927 e está sediada em Hamamatsu, Shizuoka.